# Nada Ruždjak
Nada Ruždjak (Zagreb, 26. studenoga 1934. – Zagreb, 27. listopada 2012.), hrvatska operna pjevačica, sopran.

## Životopis
Nada Ruždjak se školovala u Rijeci, a pjevanje je učila najprije kod Mice Glavačević, a nastavila kod Nade Auer, Lava Vrbanića i Zlatka Šira. Debitirala je 31. prosinca 1961. na pozornici riječkoga Narodnog kazališta Ivan Zajc (danas HNK Ivana pl. Zajca) u ulozi Marice u Splitskom akvarelu Ive Tijardovića. Nakon povratka u Zagreb 1963. godine bila je članicom Gradskog kazališta Komedija. U Hrvatskom narodnom kazalištu u Zagrebu debitirala je 24. listopada 1965. kao Gilda u Verdijevoj operi Rigoletto. Opernu je publiku oduševljavala lijepim i ujednačenim sopranom, besprijekornom intonacijom te virtuoznim koloraturama.
Nada Ruždjak je tijekom bogate karijere otpjevala mnoge lirske i koloraturne sopranske uloge, za koje je primila brojna priznanja i nagrade. Njegovala je i koncertni repertoar te nastupala s mnogim hrvatskim glazbenicima i instrumentalnim ansamblima. Za svekoliko umjetničko djelovanje dodijeljena joj je 2008. godine i Nagrada hrvatskog glumišta.

## Nagrade i priznanja
- 1972. – Nagrada Milka Trnina
- 1997. – Plaketa HDGU povodom 35. obljetnice umjetničkoga djelovanja
- 2008. – Nagrada hrvatskog glumišta za svekoliko umjetničko djelovanje
- 2011. – Zlatno zvono HDGU za doprinos hrvatskoj glazbenoj kulturi

## Vanjske poveznice
- Klasika.hr – Marija Barbieri: »Glas je dar koji treba razviti« (intervju s Nadom Ruždjak)
- Klasika.hr – Dobitnici nagrada hrvatskoga glumišta
- Klasika.hr – Marija Barbieri: »Vrhunsko skupno muziciranje«  Arhivirana inačica izvorne stranice od 5. ožujka 2016. (Wayback Machine)
- Gloria.com.hr – Željko Slunjski: »Traviata voli biti dobra baka«[neaktivna poveznica]
- Večernji.hr – Branimir Pofuk: »Odlazak primadone«
- HNK u Zagrebu: In memoriam Nadi Ruždjak[neaktivna poveznica]
- [neaktivna poveznica]
- Discogs: Nada Ruždjak, sopran